# Cacia celebensis
Cacia celebensis är en skalbaggsart som beskrevs av Stefan von Breuning 1938. Cacia celebensis ingår i släktet Cacia och familjen långhorningar.
Artens utbredningsområde är Sulawesi. Inga underarter finns listade.